# Billbergia violacea
Billbergia violacea är en gräsväxtart som beskrevs av Johann Georg Beer. Billbergia violacea ingår i släktet Billbergia och familjen Bromeliaceae. Inga underarter finns listade i Catalogue of Life.